# Salts als Jocs Olímpics d'estiu de 1920 - Palanca alta masculina
El salt de palanca alta masculí fou una de les cinc proves de salts que es disputà dins el programa dels Jocs Olímpics d'Anvers del 1920. La prova es va disputar entre el 22 i el 25 d'agost de 1920. Hi van prendre part 22 saltadors procedents d'11 nacions diferents.

## Medallistes
| Or                  | Plata               | Bronze             |
| Arvid Wallman (SWE) | Nils Skoglund (SWE) | John Jansson (SWE) |

## Resultats
Els tres saltadors que aconsegueixen una puntuació menor en cada grup passen a la final.
Grup 1
| Pos. | Saltador                   | PO | PT    |
| ---- | -------------------------- | -- | ----- |
| 1    | Nils Skoglund (SWE)        | 10 | 153.0 |
| 2    | Herold Jansson (DEN)       | 13 | 152.0 |
| 3    | Fernand Sauvage (BEL)      | 17 | 145.5 |
| 4    | Albert Dickin (GBR)        | 17 | 140.5 |
| 5    | Sigvard Andersen (NOR)     | 21 | 139.0 |
| 6    | Richard Beauchamp (USA)    | 23 | 135.0 |
| 7    | Guglielmo De Sanctis (ITA) | 33 | 98.0  |

Grup 2
| Pos. | Saltador                    | PO | PT    |
| ---- | --------------------------- | -- | ----- |
| 1    | Arvid Wallman (SWE)         | 8  | 175.5 |
| 2    | Erik Adlerz (SWE)           | 11 | 177.0 |
| 3    | Adolfo Wellisch (BRA)       | 14 | 162.0 |
| 4    | Kalle Kainuvaara (FIN)      | 15 | 160.0 |
| 5    | Clyde Swendsen (USA)        | 25 | 148.0 |
| 6    | Frank Aloysius Mullen (USA) | 27 | 144.0 |
| 7    | Richard Flint (CAN)         | 34 | 126.0 |
| 8    | Masaren Uchida (JPN)        | 40 | 94.0  |

Grup 3
| Pos. | Saltador              | PO | PT    |
| ---- | --------------------- | -- | ----- |
| 1    | John Jansson (SWE)    | 8  | 171.5 |
| 2    | Harold Clarke (GBR)   | 10 | 164.5 |
| 3    | Yrjö Valkama (FIN)    | 14 | 157.0 |
| 4    | Harry Prieste (USA)   | 18 | 149.5 |
| 5    | Svend Sørensen (DEN)  | 27 | 137.0 |
| 6    | Bernhard Dahl (NOR)   | 28 | 136.5 |
| 7    | Joseph De Sonay (BEL) | 35 | 129.0 |

### Final
| Pos. | Saltador              | PO | PT    |
| ---- | --------------------- | -- | ----- |
| 1    | Arvid Wallman (SWE)   | 7  | 183.5 |
| 2    | Nils Skoglund (SWE)   | 8  | 183.0 |
| 3    | John Jansson (SWE)    | 16 | 175.0 |
| 4    | Erik Adlerz (SWE)     | 19 | 173.0 |
| 5    | Yrjö Valkama (FIN)    | 23 | 167.5 |
| 6    | Herold Jansson (DEN)  | 27 | 159.0 |
| 7    | Fernand Sauvage (BEL) | 34 | 148.5 |
| 8    | Adolfo Wellisch (BRA) | 37 | 153.0 |
| 9    | Harold Clarke (GBR)   | 40 | 142.0 |